# Bu
Cet article concerne la langue nigériane. Pour le sigle BU et les autres homonymes, voir BU.
Le bu, aussi appelé jida-abu ou bu-ninkada, est une langue nigéro-congolaise parlée au centre du Nigeria.